# Anancylus basalis
Anancylus basalis là một loài bọ cánh cứng trong họ Cerambycidae.